# Границе Бразила
Границе Бразила су интернационалне границе које Бразил дели са суседним државама. Бразил се граничи са 10. земаља на којим врши суверенитет у Јужној Америци. Дужина границе износи 14.691 километар, што га пласира на треће место по дужини територијалних граница, након Кине и Русије.

## Историја
Након независности Бразила 1822. године, границе су успостављене тек након што су потписани различити међународни уговори и споразуми између Шпанске империје и Краљевине Португалије. Колонијални Бразил је почео да се развија након потписивања споразума из Тордесиљаса који је одредио линију између Португала и Шпаније и то меридијаном удаљеним 1550 километара западно од Зеленортских Острва. Линија се налазила на 46-ом меридијану, западно од Гринича, и представљала је једну трећину удаљености од Зеленортских острва, успостављајући границу између Шпанске и Португалске имерије неколико километара од Зеленортских острва. Мадридски споразум из 1750. померио је португалске границе према западу. Након избијања гуранског рата аутохтоно становништво је било приморено да се расели и пронађе склониште у шуми.

## Границе и датуми
Након независности, Бразилско царство (држава која је постојала између 1822. и 1889. године) применило је политику ширења државе која је уследила низом уговора у корист Бразила.
Следеће државе су препустиле делове своје територије Бразилу:
- Нова Гранада (данашња Колумбија):
  - 1826, 1853, 1868/1870 и 1880/1882. Бразил се шири присвајајући Амазонас, државу смештену на северозападу која је уједно и по површини највећа бразилска држава.[4]
  - 1907: Боготски уговор[5]
  - 1928: Уговор Гарциа Отриз
- Венецуела:
  - 1859: Бразил успоставља границу дуж планине Рораима, највиши од ланца тепуијских висоравни у Јужној Америци.[6]
- Француска Гвајана:
  - 1900: Територијални спор између Француске и Бразила. Бразил присваја територију Арагуарија и Ојарока.
- Перу:
  - 1909: Потписан уговор у Рио де Жанеиру.[7]
- Боливија:
  - 1867: Бразил присваја североисточни део територије Акре, као и десну обалу Рио Парагваја.
  - 1903: Петрополијски уговор. Бразил враћа читаву територију Акре.
- Парагвај:
  - 1870: Завршен Парагвајски рат који трајао је од 1864. до 1870. између Парагваја и савезничких земаља Аргентине, Бразила и Уругваја. Бразил заузима један део парагвајске границе.[8]
- Аргентина: 
  - 1890 и 1895: Бразил анексира зону Паламаса.[9]

## Границе данас
Данас се Бразил граничи са 10. земаља и дужина границе износи 14.691 километара.
| Гранична држава | Дужина | Граница са државом Бразила                     |
| --------------- | ------ | ---------------------------------------------- |
| Аргентина       | 1 224  | Парана, Рио Гранде до Сул, Санта Катарина      |
| Боливија        | 3 400  | Акре, Мато Гросо, Мато Гросо до Сул, Рондонија |
| Колумбија       | 1 643  | Амазонас                                       |
| Француска       | 730    | Амапа                                          |
| Гвајана         | 1 605  | Рондонија, Рораима                             |
| Парагвај        | 1 290  | Мато Гросо до Сул, Парана                      |
| Перу            | 1 560  | Акре, Амазонас                                 |
| Суринам         | 593    | Амапа, Пара                                    |
| Уругвај         | 985    | Рио Гранде до Сул                              |
| Венецуела       | 2 200  | Амазонас, Рораима                              |

## Гранични спорови
- Боливија:
  - Исла Суарез (шп. Isla Suárez), речно је острво на реци Маморе, за коју се залажу и Боливија и Бразил.[10]
- Уругвај:
  - Ринкон де Артигас (шп. Rincón de Artigas) је територија под управом Бразила. Спор је настао због неслагања између две државе на месту где поток Ароио де ла Инвернада (шп. Arroyo de la Invernada) започиње и где се завршава, што доводи до тога да Уругвај жели тај регион.[11]
  - Бразилско острво је речно острво које се налази на споју реке Куараи и реке Уругвај. Река је природна граница између Уругваја, Бразила и Аргентине. Бразил га дефакто контролише, док Уругвај сматра да река припада тој држави.[12]

## Гранична тромеђа
Са 10 граничних држава које чине један непотпуни прстен око Бразила, границе Бразила укључују 9 троструких тачака (које се такође називају и тромеђа) у којима се границе три земље спајају у једној тачки. Неке тачке су познате:
- Планина Рораима: Планина тромеђа Венецуеле, Гвајана и Бразила. Венецуела не прихвата ову границу као тромеђу, због спора са Бразилом.[14]
- Трес Фронтерас: Трес Фронтерас је тромеђа између Бразила, Перуа и Колумбије.[15]
- Асис Бразил: Тромеђа између Бразила, Аргентине и Уругваја.[16]

## Галерија
- Тромеђа између Венецуеле, Гвајане и Бразила на планини Рораима.
- Трес Фронтерас,тромеђа између Бразила, Перуа и Колумбије.
- Споменик Трес Фронтерас близу тромеђа.